# Le Tremblay-Omonville
Tremblay-Omonville – miejscowość i gmina we Francji, w regionie Normandia, w departamencie Eure.
Według danych na rok 1990 gminę zamieszkiwało 241 osób, a gęstość zaludnienia wynosiła 45 osób/km² (wśród 1421 gmin Górnej Normandii Tremblay-Omonville plasuje się na 664. miejscu pod względem liczby ludności, natomiast pod względem powierzchni na miejscu 660.).